# ハッティズバーグ駅
ハッティズバーグ駅（英語：Hattiesburg Station）は、アメリカ合衆国ミシシッピ州ハッティズバーグ ニューマン・ストリート308にある駅。 全米各地を結ぶ旅客鉄道のアムトラックが乗り入れている。

## 概要

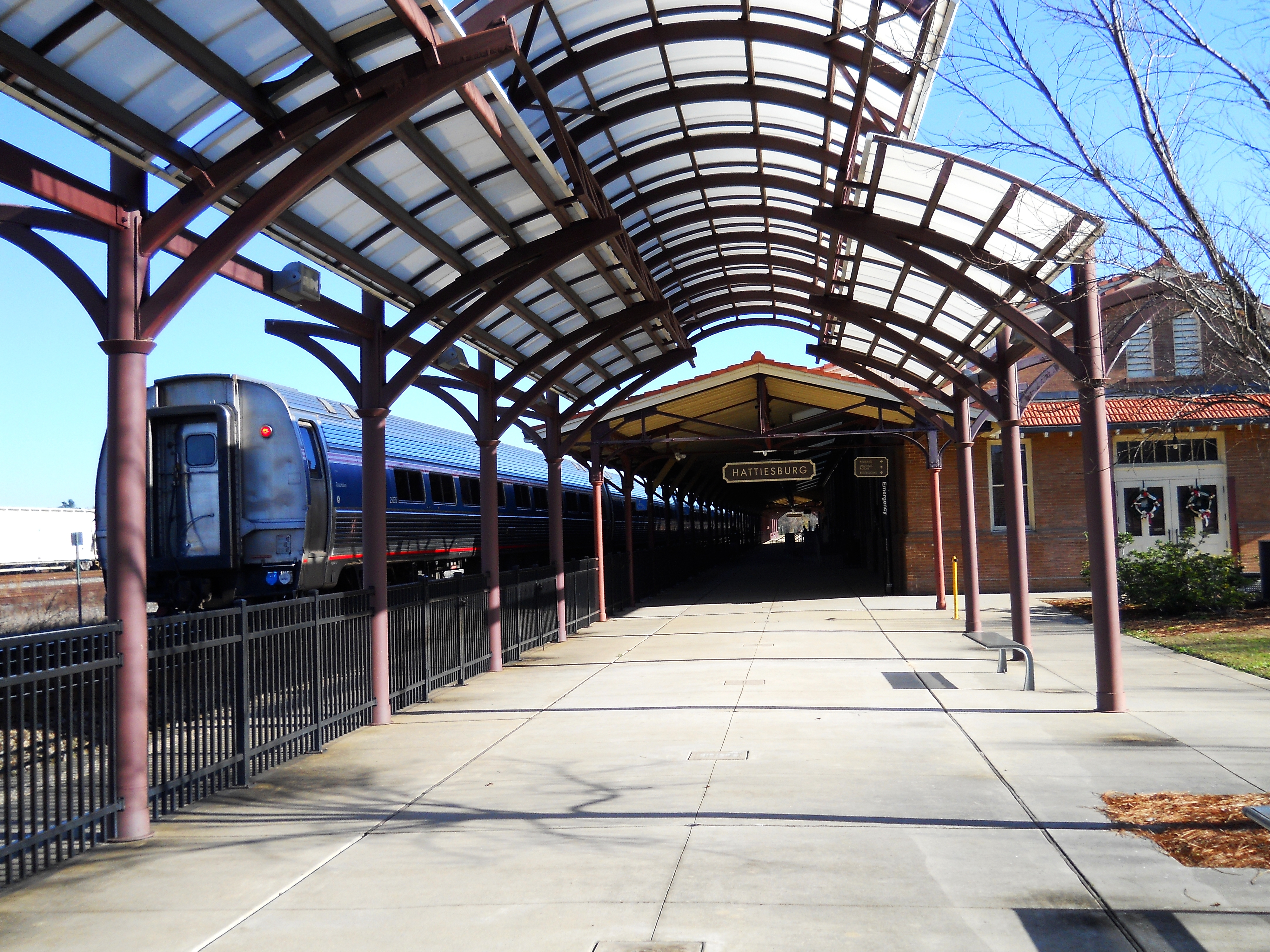
停車中のクレセント号

広さ約1,300平方メートルのレンガ造の当駅はサザン鉄道の駅として1910年に完成した寄棟屋根でイタリア・ルネッサンス様式の駅舎であり、現在使用しているミシシッピ州の旅客駅では大きい駅舎のひとつである。1998年初頭ハッティズバーグ市は駅を購入するためノーフォーク・サザン鉄道と交渉を始めた。新しい屋根と大規模な構造体修理からなる改修工事の第一段階は2003年夏に完成した。改修工事の第二段階は一貫輸送センターとして使用するための転用工事、外部および装飾用石膏、オリジナルのフローリング、およびその他の歴史的特徴の復元工事、特に大ホールの修復が含まれている内部の修復を完了し、2007年4月21日に復元工事の完成が祝われた。

## 利用可能な鉄道路線／列車
アムトラックの停車する列車は下記の通り。
ニューヨークとニューオーリンズ間の夜行長距離列車クレセント号…1日1往復停車